# Red Bull Bragantino II
O Red Bull Bragantino II, anteriormente conhecido como Red Bull Brasil foi um clube de futebol brasileiro sediado na cidade de Bragança Paulista, interior do estado de São Paulo. Foi fundado em 19 de novembro de 2007 com o nome Red Bull Brasil e foi controlado pela multinacional de bebidas energéticas Red Bull.
De 2019 à 2024 foi utilizado como "time B" da empresa no país (que em 2019 assumiu a administração do Bragantino, formando o Red Bull Bragantino), sendo composto por atletas de até 23 anos. Por ter utilizado preferencialmente desde sua fundação o Estádio Moisés Lucarelli para sediar seus jogos, o clube era, de facto, um dos representantes da cidade de Campinas no futebol profissional paulista, juntamente com Guarani e Ponte Preta, porém mantinha seu centro de treinamentos na cidade de Jarinu. Devido à parceria da empresa com o Bragantino desde 2019, o clube deixou Campinas e migrou para Bragança Paulista em fevereiro de 2021, onde permaneceu até seu fim em 2024. 
Em novembro de 2024, o Red Bull Bragantino anunciou o encerramento das atividades do Bragantino II.

## História

### 2007: a fundação
A agremiação foi fundada no dia 19 de novembro de 2007, e é mantida pela companhia multinacional austríaca de bebidas energéticas Red Bull. Em 2008, começa as suas atividades participando do Campeonato Paulista - Série B. Seus principais astros eram o atacante Maurílio, ex-Paraná Clube, e o volante Gilmar Fubá, ex-Corinthians.

### 2008-2010: primeiro ano, dois títulos estaduais e o vice da Copa Paulista
A equipe principal do Red Bull Brasil fez sua estreia oficial no Campeonato Paulista - Série B no dia 20 de abril de 2008, contra o Sumaré, com uma vitória de 2x0. Até o final da terceira fase da competição, o Red Bull fez um total de 30 partidas. Em seu primeiro ano venceu 13 jogos, empatou 10 e perdeu 7. Teve 54 gols a favor e 27 contra. O artilheiro foi Cézar com 15 gols. Terminou a competição em 5º lugar.
Em 18 de abril de 2009, o time principal recomeçou sua caminhada no Campeonato Paulista - Série B, mas, ao contrário do ano anterior, perdeu seu jogo de estreia para o SC Atibaia por 3x1, mas recuperou-se nos jogos seguintes. O técnico Ricardo Pinto foi substituído por José Luis Fernandes, que deu lugar a Jair Picerni. Com Picerni, a equipe conseguiu o acesso à Série A3 do Campeonato Paulista, e também, no dia 22 de novembro, o título inédito de Campeão Paulista da Segunda Divisão. Cézar foi novamente o artilheiro da equipe com 14 gols.
O Red Bull conquistou o Campeonato Paulista Série A3 de 2010 e subiu para a série A2. Henan foi o artilheiro da equipe com 15 gols e igualou Cézar como o maior artilheiro da equipe em uma só competição. Na Copa Paulista 2010 sagrou-se vice-campeão. Henan foi o artilheiro da equipe e da competição também com 15 gols marcados e tornou-se o maior artilheiro da história do Red Bull Brasil até então.

### 2011-2014: estreia na Série A2 e acesso a primeira divisão paulista
A equipe principal fez sua estreia no Campeonato Paulista Série A2 de 2011 no dia 16 de janeiro e empatou em 1x1 com o União Barbarense. No primeiro turno fez má campanha chegando a perder cinco partidas seguidas. No segundo turno recuperou-se, tendo inclusive a melhor campanha entre todas as equipes, mas, na somatória geral, não foi o suficiente para classificar-se para a fase seguinte. Na Copa Paulista, chegou até as quartas-de-finais.
Em 2012, novamente disputou o Campeonato Paulista Série A2, no qual fez uma campanha melhor que a do ano anterior, chegando à fase final, mas, mais uma vez não conseguiu o acesso à série principal, porém melhorou sua posição em relação ao ano anterior.
No ano de 2013, a equipe disputou de novo o Campeonato Paulista Série A2 e neste fez uma campanha ainda melhor que a do ano anterior, conseguiu o acesso à próxima fase. Porém, novamente, não conseguiu subir de divisão.
Após três anos, o Red Bull Brasil obteve o vice-campeonato da Série A2 e, com esse resultado, conseguiu o acesso para disputar a Série A1 do Campeonato Paulista de 2015. Henan foi o vice-artilheiro da competição com nove gols marcados.

### 2015-2016: estreias na Série A1 do Paulistão, Série D do Brasileiro e Copa do Brasil
A equipe fez sua estreia na série A1 do Campeonato Paulista de 2015 no dia 31 de janeiro com uma vitória de 1-0 (gol de Isac) sobre Capivariano, na casa do adversário. A equipe chegou até às quartas de finais e terminou o campeonato na 6ª colocação com uma campanha de sete vitórias, três empates e cinco derrotas, 20 gols marcados e 22 sofridos. Essa campanha lhe deu a classificação para disputar o Campeonato Brasileiro de 2015 - Série D, a primeira competição nacional do time principal.
A estreia na competição nacional deu-se em 19 de julho contra o Operário - PR, em Ponta Grossa, Paraná. A equipe local venceu por 2-1. O jogador Caio Dantas tornou-se o primeiro jogador do Red Bull Brasil a marcar um gol em uma competição nacional. A primeira vitória veio na segunda partida contra o Internacional de Lages. O placar foi de 2-0, com gols de Romão e Wellington. Com uma campanha de duas vitórias, dois empates e quatro derrotas, cinco gols a favor e oito contra, não passou da primeira fase da competição.
Na Copa do Brasil de 2016, o Red Bull Brasil fez sua estreia contra o América Mineiro, no dia 20 de abril de 2016. No primeiro jogo, em Campinas, empate em 1-1 (Edmilson marcou o gol do Red Bull). Porém, no jogo de volta, em Belo Horizonte, perdeu por 3-2 e foi eliminado da competição.
No Campeonato Paulista de 2016, chegou às quartas-de-finais, nas quais enfrentou o Corinthians, mas perdeu a partida por 4-0 e foi eliminado. Terminou a competição na 7ª colocação.
Já nas categorias de base, o Red Bull chegou as finais do Campeonato Paulista Sub-17 de 2016 quando passou pelo Santos nas semifinais, porém acabou ficando com o vice-campeonato, quando enfrentou o São Paulo nas finais, e com uma derrota por 4-1 e um empate em 2-2 dentro do CFA de Jarinu o Red Bull viu o título ir para Cotia dentro do ônibus do Tricolor Paulista.

### 2017-2019: irregularidades e o título do interior
Em 2017, jogou o Campeonato Paulista e não passou de fase, terminando a competição em 13º lugar. A equipe em sua 2ª participação na Série D não passou à 2ª fase, ficando na 44ª colocação da classificação geral.
No Paulistão de 2018, não passou de fase, terminando a competição em 12º lugar.
Já em 2019, novamente na primeira divisão do Campeonato Paulista, o Red Bull chegou às quartas-de-finais, sendo eliminado pelo Santos com o placar de 2-0 na ida e 0-0 no jogo de volta. Por ser o melhor colocado do interior eliminado nas quartas de final do Paulistão, a equipe garantiu uma vaga para as semifinais do Troféu do Interior, onde enfrentou o Mirassol, vencendo o jogo de ida por 1-0 e o de volta por 3-1, encontrando a rival Ponte Preta na final. Com o placar de zero gols no tempo normal, a decisão foi para os pênaltis, onde o Red Bull venceu por 3-1 e conquistou o título.

### 2020: compra do Bragantino e rebaixamento para a A2
Em 2020, por conta da compra do antigo Clube Atlético Bragantino pela Red Bull, empresa que também o controla, a equipe foi automaticamente rebaixada e disputou o Série A2 Campeonato Paulista como equipe B da Red Bull no país, disputando o campeonato inteiro com o elenco que atuava no Campeonato Brasileiro de Aspirantes, com a idade limite sendo de sub-23. Ambos os clubes seguem com investimento do grupo Red Bull.
De acordo com o regulamento de competições da FPF, no Capítulo 2º,  clubes controlados pelo mesmo grupo econômico/empresa não podem disputar a mesma divisão estadual. Com isso, caso o Red Bull Brasil alcance as vagas de promoção da Série A2, não poderá subir e a vaga passará ao melhor colocado.

### 2022: Rebaixamento para a A3
Em 2022 foi rebaixado com direito a ser o lanterna do Campeonato Paulista A2 para A3 em 2023, as atividades futuras são incertas e a imprensa regional já especula que o clube peça licenciamento em caso de novo rebaixamento, outros já cravam que isso pode acontecer antes mesmo disso, com o clube sendo totalmente desativado e o Red Bull Bragantino sendo totalmente os fins de investimento e prioridade no patrimônio Red Bull no Brasil.

### 2023: Mudança de nome
Em 2023 deixa de se chamar Red Bull Brasil e passa a se chamar Red Bull Bragantino II.

### 2024: Licenciamento
Em 2024 o clube acabou licenciado das atividades com isso sua vaga na terceira divisão paulista foi herdada pelo XV de Jaú.
Apos o licenciamento o Red Bull Bragantino anunciou o encerramento do time B do bragantino em novembro de 2024.

## Estádio e CT
Desde a fundação, a equipe mandava seus jogos no Estádio Cerecamp (Centro Recreativo e Esportivo de Campinas Doutor Horácio Antônio da Costa), mas por melhores questões de estrutura, passou a mandar os jogos no Estádio Moisés Lucarelli, em Campinas (pertencente à Ponte Preta). O estádio tem capacidade para 17.728 espectadores, sendo um dos maiores e mais importantes estádios do interior paulista.
Apesar de mandar seus jogos em Campinas, o Centro de Treinamento da Red Bull Brasil é localizado em Jarinu, a cerca de 50 km de Campinas e 70 km da capital. O CT obtém uma estrutura de ponta com três campos oficiais, sendo dois de grama natural e um de grama sintética, além de alojamento (que abriga mais de 100 pessoas) academia, piscina, sala de fisioterapia e enfermaria, sala de dentista, sala de estudos, sala de vídeo game, etc. Comparado ao de grandes equipes do cenário nacional, o local é utilizado pela equipe principal e pelas categorias de base do clube. Quem também usará o local provisoriamente é o Red Bull Bragantino, enquanto o seu CT não tenha a construção concluída.
Em fevereiro de 2021, o Red Bull Brasil migrou oficialmente para Bragança Paulista após 13 anos em Campinas. Com isso, mandará seus jogos oficiais no mesmo estádio do Red Bull Bragantino, o Nabi Abi Chedid. No entanto, continuará usando o CT de Jarinu para atividades de treino.

## Títulos
| ESTADUAIS | ESTADUAIS                      | ESTADUAIS | ESTADUAIS  |
|           | Competição                     | Títulos   | Temporadas |
| --------- | ------------------------------ | --------- | ---------- |
|           | Troféu do Interior Paulista    | 1         | 2019       |
|           | Campeonato Paulista - Série A3 | 1         | 2010       |
|           | Campeonato Paulista - Série A4 | 1         | 2009       |

## Estatísticas

### Participações
|  | Participações em 2025 |

| Competição | Competição          | Temporadas | Melhor campanha     | Estreia | Última | A | R  |
| São Paulo  | Campeonato Paulista | 5          | 5º colocado (2019)  | 2015    | 2019   |   | 1  |
| São Paulo  | Série A2            | 7          | Vice-campeão (2014) | 2011    | 2022   | 1 | 1  |
| São Paulo  | Série A3            | 3          | Campeão (2010)      | 2011    | 2024   | 1 | -- |
| São Paulo  | Segunda Divisão     | 2          | Campeão (2009)      | 2008    | 2009   | 1 |    |
| São Paulo  | Copa Paulista       | 10         | Vice-campeão (2010) | 2010    | 2024   |   |    |
| Brasil     | Série D             | 2          | 26º colocado (2015) | 2015    | 2017   | – |    |
| Brasil     | Copa do Brasil      | 1          | 1ª fase (2016)      | 2016    | 2016   |   |    |

## Jogadores

### Maiores artilheiros
Esta é a lista dos maiores artilheiros da história com, pelo menos, 24 gols:
- Henan: 55 gols;
- Cézar: 30 gols;
- Alex Rafael: 25 gols.

### Artilheiros por competição
Campeonato Paulista
- Roger: 11 gols (2016)

Copa Paulista
- Henan: 15 gols (2010)

## Jogadores destacados
Esta é uma lista de jogadores de destaque que já passaram pelo Red Bull Bragantino II:
| Brasileiro: - Baiano - Carlinhos - Cézar - Éverton Silva - Fabiano Eller - Gilmar Fubá - Gustavo Scarpa - Henan - Jocinei | Brasileiro: - Júlio César - Luiz Fernando - Lulinha - Maurílio - Nunes - Rodrigo Beckham - Roger - Sandro Hiroshi - Triguinho | Estrangeiro: - Frontini - Geraldo |

## Treinadores
Esses são os principais treinadores:
- Antônio Carlos Zago
- Fernando Seabra
- Hemerson Maria
- Jair Picerni
- José Luis Fernandes
- Luciano Dias
- Márcio Fernandes
- Márcio Goiano
- Mauricio Barbieri
- Paulo Sérgio
- Ricardo Pinto
- Sérgio Guedes

## Categorias de base

### Sub-20

#### 2008: o início
A equipe Sub-20 fez sua estreia oficial no Campeonato Paulista Sub-20 2ª Divisão em 2 de agosto de 2008, também contra o Sumaré, e venceu por 2x1. Jogou um total de 10 partidas vencendo 3, empatando 4 e perdendo 3. Marcou 18 gols a favor e sofreu 21. O artilheiro foi Samir com 5 gols.

#### 2009-2016: estreia e consolidação na Copa São Paulo de Futebol Júnior
O ano de 2011 se inicia com a disputa inédita da Copa São Paulo de Futebol Júnior. O Red Bull estava no mesmo grupo de Atlético Paranaense, Juventus-SP e GAS. A campanha foi de uma vitória e duas derrotas e não passou da primeira fase.
A equipe sub-20 disputou o Campeonato Paulista Sub-20 - 1ª divisão (também conhecido como Campeonato Paulista de Juniores), mas não passou da primeira fase.
O ano de 2012 se iniciou com nova disputa da Copa São Paulo de Futebol Júnior. O Red Bull iniciou perdendo por 2–3 para a Portuguesa, mas, a seguir, venceu o Sertãozinho por 4–0 e o Vitória por 2–0, ficou em primeiro lugar no seu grupo e avançou, pela primeira vez, à fase seguinte. Na segunda fase, a equipe venceu o São Carlos por 4–0 e chegou às oitavas-de-finais. Foi eliminado pelo América Mineiro, mas  melhorou sua posição em relação ao ano anterior.
A equipe juniores foi eliminada na primeira fase da Copa São Paulo Júnior em 2013. O time júnior foi eliminado pelo Botafogo-SP nas oitavas-de-finais do Campeonato Paulista.
Na Copa São Paulo de Futebol Júnior de 2014, a equipe teve uma campanha de uma vitória, um empate e uma derrota e não passou da primeira fase da competição.
Em 2015, jogando mais uma vez a Copa São Paulo de Futebol Júnior, a equipe repetiu a campanha do ano anterior com uma vitória, um empate e uma derrota e não passou da primeira fase da competição.
Na Copa São Paulo de Futebol Júnior de 2016 fez uma campanha melhor que no ano anterior, chegando até a terceira fase da competição com três vitórias e duas derrotas.

#### Campanhas de destaque
Nacionais
- Copa São Paulo de Futebol Júnior: oitavas-de-finais (2012)

Estaduais
- Campeonato Paulista Sub-20 (1ª Divisão): 1ª fase (2011)
- Campeonato Paulista Sub-20 (2ª Divisão): 3ª fase (2008)

### Sub-17 e Sub-15

#### 2009: o início
O ano de 2009 começou com a formação das equipes Sub-17 e Sub-15. Os ex-jogadores de Corinthians e Palmeiras Basílio, Dudu e Leivinha foram escolhidos para serem os responsáveis pelas divisões de base. O ex-atacante da Ponte Preta, Parraga, foi contratado como técnico da equipe Sub-17. Foram feitas seletivas nas cidades de Jarinu (SP), Recife, Rio de Janeiro, Porto Alegre e Brasília das quais participaram quase 5.000 candidatos. Ambas as equipes fizeram sua estreia nesse ano no Campeonato Paulista das respectivas categorias, mas não passaram da primeira fase.

#### 2010-2013: bons resultados em competições dentro e fora do país
Em 2010, as equipes Sub-15 e Sub-17 disputaram o campeonato paulista de suas respectivas categorias chegando ambas à 3ª fase de suas competições melhorando de posição em relação ao ano anterior. A equipe Sub-17 participou pela primeira vez de uma competição internacional, The Next Generation Trophy, disputada na Áustria e ficou com o vice-campeonato
Em 2011, a equipe sub-17 se classificou pela primeira vez às quartas-de-finais do Campeonato Paulista Sub-17 melhorando sua posição em relação ao ano anterior.
Seguindo o exemplo da equipe sub-17 no ano anterior, a equipe sub-15 participou pela primeira vez de uma competição internacional, o The Next Generation Trophy, disputada na Áustria, e terminou em 3º lugar. Nesse mesmo ano chegou pela primeira vez às semifinais do Campeonato Paulista Sub-15.
Em 2012, a equipe sub-15 voltou a participar da The Next Generation Trophy, na Áustria, e ficou com o vice-campeonato.
Em 2013, a equipe infantil perdeu para a Ponte Preta nas quartas de final do Campeonato Paulista da categoria e foi eliminado. O juvenil também foi eliminado nas quartas de final do Paulista.

#### Campanhas de destaque
Internacionais
Equipe Sub-17
- The Next Generation Trophy: 2° (2010)

Equipe Sub-15
- The Next Generation Trophy: 2° (2012), 3° (2011) e 4° (2013)

Estaduais
Equipe Sub-17
- Campeonato Paulista Sub-17: quartas-de-finais (2011)

Equipe Sub-15
- Campeonato Paulista Sub-15: semifinal (2011)

## Elenco atual
Última atualização: 26 de janeiro de 2020.
Legenda
- : Capitão
- : Jogador lesionado/contundido
- : Jogador suspenso

### Transferências 2023
| Entradas |      |                |      |
| Jogador  | Pos. | Clube anterior | Ref. |
| Thomaz   | A    | Coritiba       |      |

| Saídas          |      |                  |      |
| Jogador         | Pos. | Clube de destino | Ref. |
| Jobson          | V    | Santos           |      |
| Xandão          | Z    | Guarani          |      |
| Ytalo           | A    | Bragantino       |      |
| Uillian Correia | V    | Bragantino       |      |

Legenda
| - : Jogadores emprestados | - : Jogadores que retornam de empréstimo |

## Uniformes

### Uniformes atuais
- 1º uniforme: Camisa branca, calção vermelho e meias brancas;
- 2º uniforme: Camisa, calção e meias azuis;
- 3º uniforme: Camisa, calção e meias vermelhas.

| 1º | 2º | 3º |

### Uniformes dos goleiros
- 1º uniforme: Camisa verde com detalhes brancos, calção e meias verdes;
- 2º uniforme: Camisa amarela com detalhes pretos, calção e meias amarelas;
- 3º uniforme: Camisa vermelha com detalhes pretos, calção e meias vermelhas.

| 1º | 2º | 3º |

### Uniformes anteriores
- 1º Uniforme

| 2017 | 2016 | 2015 | 2013-2014 | 2012 | 2011 | 2010 | 2008-2009 |

- 2º Uniforme

| 2017 | 2016 | 2015 | 2013-2014 | 2012 | 2010-2011 | 2009 | 2008 |

## Presidentes
- Stefan Kozak: 2007-2009
- Pedro Francisco Prezenço Navio: 2009-2012
- Rodolfo Kussarev: 2013-2017
- Thiago Scuro: 2017- 2023[43]
- André Rocha 2023 - presente

## TV
A Rede Globo, a principal TV de transmissões de jogos dos campeonatos nacionais e estaduais, prefere se referir o clube como RB Brasil
ou RBB (assim como procedem com a equipe de Formula 1 Red Bull Racing, chamada de RBR; ou com o estádio Allianz Parque, referido como "Arena Palmeiras"). Sob alegação de "publicidade gratuita", a emissora não fala o nome do clube em suas transmissões.
Em algumas transmissões, a própria emissora modificou o escudo do clube retirando o nome da empresa, deixando muitos torcedores e empresários do Red Bull Brasil furiosos.